# Quercus treubiana
Quercus treubiana là một loài thực vật có hoa trong họ Cử. Loài này được Seemen miêu tả khoa học đầu tiên năm 1906.

## Hình ảnh